# Enophrys diceraus
Enophrys diceraus är en fiskart som först beskrevs av Pallas, 1787.  Enophrys diceraus ingår i släktet Enophrys och familjen simpor. Inga underarter finns listade i Catalogue of Life.